# Élections législatives de 1986 dans le Lot
Les élections législatives françaises de 1986 ont lieu le 16 mars 1986. Dans le département du Lot, deux députés sont à élire dans le cadre d'un scrutin proportionnel par liste départementale à un seul tour.

## Élus
| Député élu       |  | Parti |
| ---------------- |  | ----- |
| Martin Malvy     |  | PS    |
| Alain Chastagnol |  | RPR   |

## Listes en présence

### Extrême gauche (MPPT)
| N° | Candidats         | Parti | Parti | Principales fonctions                            |
| -- | ----------------- | ----- | ----- | ------------------------------------------------ |
| 01 | Pierre Fourest    |       | MPPT  | Professeur de lycée d’enseignement professionnel |
| 02 | Joël Marouseau    |       | MPPT  | Employé SNCF                                     |
|    |                   |       |       |                                                  |
| 03 | Daniel Gillet     |       | MPPT  | Éducateur                                        |
| 04 | Christine Chalier |       | MPPT  | Enseignante                                      |

### Parti communiste français
| N° | Candidats        | Parti | Parti | Principales fonctions                        |
| -- | ---------------- | ----- | ----- | -------------------------------------------- |
| 01 | Gérard Iragne    |       | PCF   | Adjoint au maire de Cahors, fonctionnaire    |
| 02 | Yannick Stéphant |       | PCF   | Conseiller municipal de Souillac, professeur |
|    |                  |       |       |                                              |
| 03 | Yvette Darnault  |       | PCF   | Adjointe au maire de Pradines, retraitée     |
| 05 | Bernard Landes   |       | PCF   | Infirmier psychiatrique, Molières            |

### Majorité présidentielle (PS-MRG)
| N° | Candidats      | Parti | Parti | Principales fonctions                                                                                         |
| -- | -------------- | ----- | ----- | --- |
| 01 | Martin Malvy   |       | PS    | Secrétaire d'État chargé de l'Énergie, conseiller général du Canton de Vayrac et maire de Figeac, journaliste |
| 02 | Pierre Venries |       | PS    | Adjoint au maire de Cahors, professeur                                                                        |
|    |                |       |       | |
| 03 | François Rey   |       | PS    | Adjoint au maire de Gourdon, conseiller pédagogique                                                           |
| 04 | Edmond Massaud |       | PS    | Député sortant et maire de Lanzac                                                                             |

### Divers gauche (MRG diss.)
| N° | Candidats         | Parti | Parti           | Principales fonctions                                                      |
| -- | ----------------- | ----- | --------------- | -------------------------------------------------------------------------- |
| 01 | Bernard Charles   |       | DVG (MRG diss.) | Député sortant et adjoint au maire de Cahors, pharmacien chef des hôpitaux |
| 02 | Christian Delrieu |       | DVD             | Maire de Bétaille, agriculteur                                             |
|    |                   |       |                 |                                                                            |
| 03 | Étienne Bonnefond |       | DVG             | Conseiller municipal de Gourdon, inspecteur central des PTT                |
| 04 | Daniel Maury      |       | DVG (MRG diss.) | Maire de Saint-Cyprien, chef d'entreprise                                  |

### Opposition (RPR-UDF)
| N° | Candidats               | Parti | Parti   | Principales fonctions                                                                              |
| -- | ----------------------- | ----- | ------- | -------------------------------------------------------------------------------------------------- |
| 01 | Alain Chastagnol        |       | RPR     | Conseiller général du Canton de Souillac et maire de Souillac, fonctionnaire                       |
| 02 | Pierre Mas              |       | UDF-CDS | Conseiller général du Canton de Cahors-Sud et conseiller municipal de Cahors, directeur commercial |
|    |                         |       |         | |
| 03 | Jean-Pierre Cortvriendt |       | RPR     | Conseiller municipal de Cahors, technicien EDF                                                     |
| 04 | Jean Delmas             |       | UDF     | Conseiller municipal de Marcilhac-sur-Célé, avocat                                                 |

### Front national
| N° | Candidats          | Parti | Parti | Principales fonctions |
| -- | ------------------ | ----- | ----- | --------------------- |
| 01 | Georges Vigne      |       | FN    | Agriculteur           |
| 02 | René Lescout       |       | FN    | Agriculteur           |
| 03 | Henri Piques       |       | FN    | Fonctionnaire         |
|    |                    |       |       |                       |
| 04 | Jean-Marie Danaels |       | FN    | Agent commercial      |

### Divers droite
| N° | Candidats           | Parti | Parti | Principales fonctions |
| -- | ------------------- | ----- | ----- | --------------------- |
| 01 | Franck Charasson    |       | DVD   | Informaticien         |
| 02 | Carole Biard        |       | DVD   |                       |
| 03 | Emmanuel Duphénieux |       | DVD   | Restaurateur          |
|    |                     |       |       |                       |
| 04 | Philippe Poulain    |       | DVD   | Artisan               |

Cette liste, déposée en Préfecture, n'a pas participé au scrutin.

## Résultats

### Résultats à l'échelle du département
| Liste Parti politique | Liste Parti politique                                                                                           | Tête de liste    | Tour unique | Tour unique | Sièges |
| Liste Parti politique | Liste Parti politique                                                                                           | Tête de liste    | Voix        | %           | Sièges |
| --------------------- | --- | ---------------- | ----------- | ----------- | ------ |
|                       | Pour une majorité de progrès avec le président de la République Parti socialiste (MRG)                          | Martin Malvy     | 36 082      | 36,22       | 1      |
|                       | Union de l'opposition pour le Lot Rassemblement pour la République (UDF)                                        | Alain Chastagnol | 35 195      | 35,33       | 1      |
|                       | Pour le Lot qui gagne ! Divers gauche (diss. MRG)                                                               | Bernard Charles  | 18 023      | 18,09       | 0      |
|                       | Liste présentée par le Parti communiste français Parti communiste français                                      | Gérard Iragne    | 6 288       | 6,31        | 0      |
|                       | Liste de Rassemblement national présentée par le Front national Front national                                  | Georges Vigne    | 3 563       | 3,57        | 0      |
|                       | Liste du Mouvement pour un parti des travailleurs Lot Extrême gauche (Mouvement pour un parti des travailleurs) | Pierre Fourest   | 466         | 0,46        | 0      |
|                       | |                  |             |             |        |
| Inscrits              | Inscrits | Inscrits         | 121 721     | 100,00      | 2      |
| Abstentions           | Abstentions | Abstentions      | 17 434      | 14,32       |        |
| Votants               | Votants | Votants          | 104 287     | 85,68       |        |
| Blancs et nuls        | Blancs et nuls                                                                                                  | Blancs et nuls   | 4 670       | 4,48        |        |
| Exprimés              | Exprimés | Exprimés         | 99 617      | 95,52       |        |